# Belrain
Belrain est une commune française située dans le département de la Meuse, en région Grand Est.

## Géographie

### Hydrographie
La commune est dans la région hydrographique « la Seine du confluent de l'Oise (inclus) à l'embouchure » au sein du bassin Seine-Normandie. Elle est drainée par le ruisseau de Belrain, le Fossé de Fébépré, le Fossé de Dessous la Haie et divers autres petits cours d'eau,.

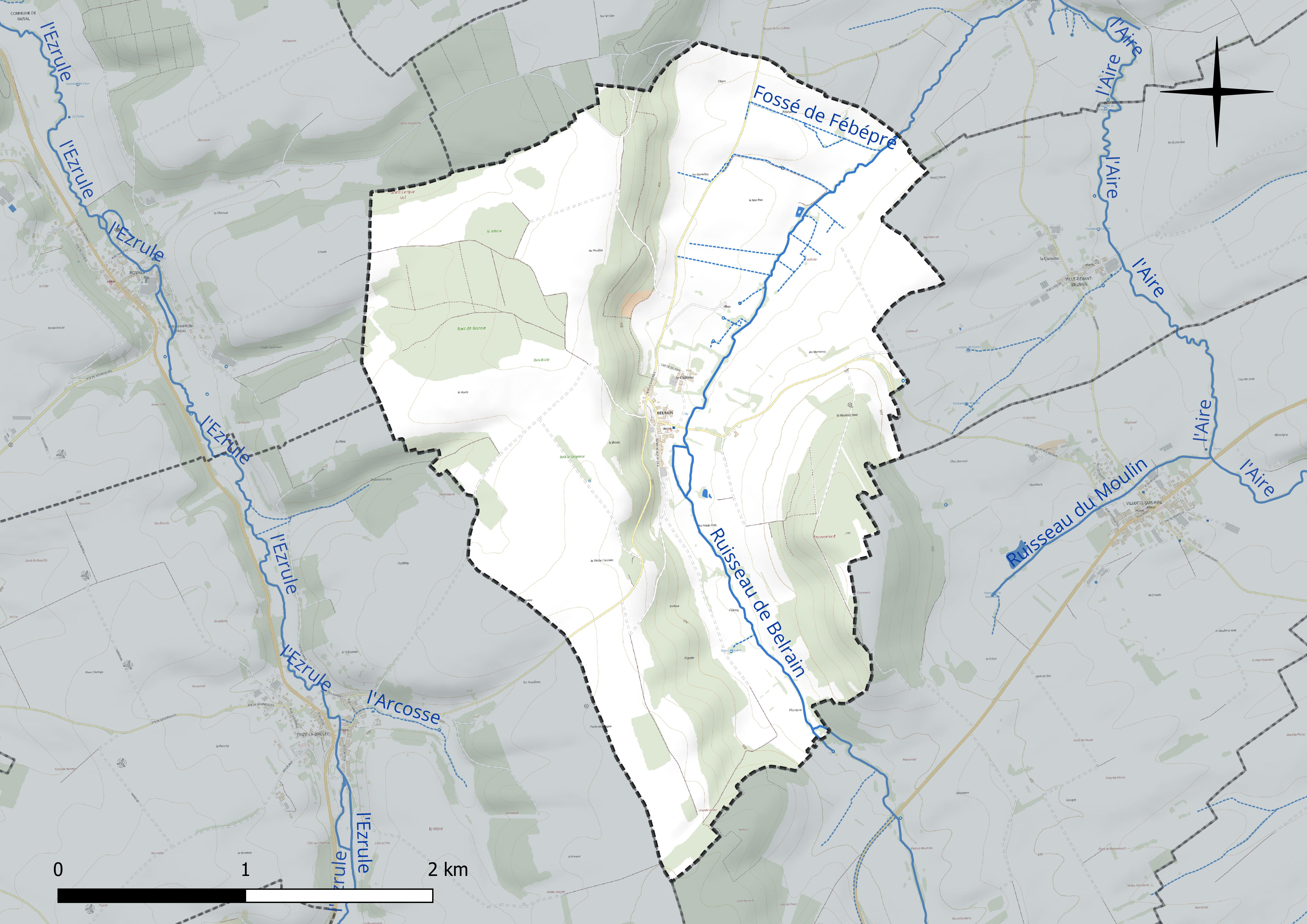
Réseau hydrographique de Belrain.

### Climat
Pour des articles plus généraux, voir Climat du Grand Est et Climat de la Meuse.
En 2010, le climat de la commune est de type climat de montagne, selon une étude du Centre national de la recherche scientifique s'appuyant sur une série de données couvrant la période 1971-2000. En 2020, Météo-France publie une typologie des climats de la France métropolitaine dans laquelle la commune est exposée à un climat océanique altéré et est dans la région climatique  Lorraine, plateau de Langres, Morvan, caractérisée par un hiver rude (1,5 °C), des vents modérés et des brouillards fréquents en automne et hiver. 
Pour la période 1971-2000, la température annuelle moyenne est de 9,6 °C, avec une amplitude thermique annuelle de 16 °C. Le cumul annuel moyen de précipitations est de 1 057 mm, avec 14,2 jours de précipitations en janvier et 9,7 jours en juillet. Pour la période 1991-2020, la température moyenne annuelle observée sur la station météorologique de Météo-France la plus proche, « Chaumont_sapc », sur la commune de Chaumont-sur-Aire à 8 km à vol d'oiseau, est de 10,8 °C et le cumul annuel moyen de précipitations est de 850,0 mm. 
La température maximale relevée sur cette station est de 41,1 °C, atteinte le 25 juillet 2019 ; la température minimale est de −15,5 °C, atteinte le 20 décembre 2009,,. 
Les paramètres climatiques de la commune ont été estimés pour le milieu du siècle (2041-2070) selon différents scénarios d'émission de gaz à effet de serre à partir des nouvelles projections climatiques de référence DRIAS-2020. Ils sont consultables sur un site dédié publié par Météo-France en novembre 2022.

## Urbanisme

### Typologie
Au 1er janvier 2024, Belrain est catégorisée commune rurale à habitat très dispersé, selon la nouvelle grille communale de densité à sept niveaux définie par l'Insee en 2022.
Elle est située hors unité urbaine. Par ailleurs la commune fait partie de l'aire d'attraction de Bar-le-Duc, dont elle est une commune de la couronne,. Cette aire, qui regroupe 86 communes, est catégorisée dans les aires de 50 000 à moins de 200 000 habitants,.

### Occupation des sols
L'occupation des sols de la commune, telle qu'elle ressort de la base de données européenne d’occupation biophysique des sols Corine Land Cover (CLC), est marquée par l'importance des territoires agricoles (68,7 % en 2018), une proportion identique à celle de 1990 (68,7 %). La répartition détaillée en 2018 est la suivante : 
terres arables (48,8 %), forêts (31,3 %), prairies (19,8 %). L'évolution de l’occupation des sols de la commune et de ses infrastructures peut être observée sur les différentes représentations cartographiques du territoire : la carte de Cassini (XVIIIe siècle), la carte d'état-major (1820-1866) et les cartes ou photos aériennes de l'IGN pour la période actuelle (1950 à aujourd'hui).

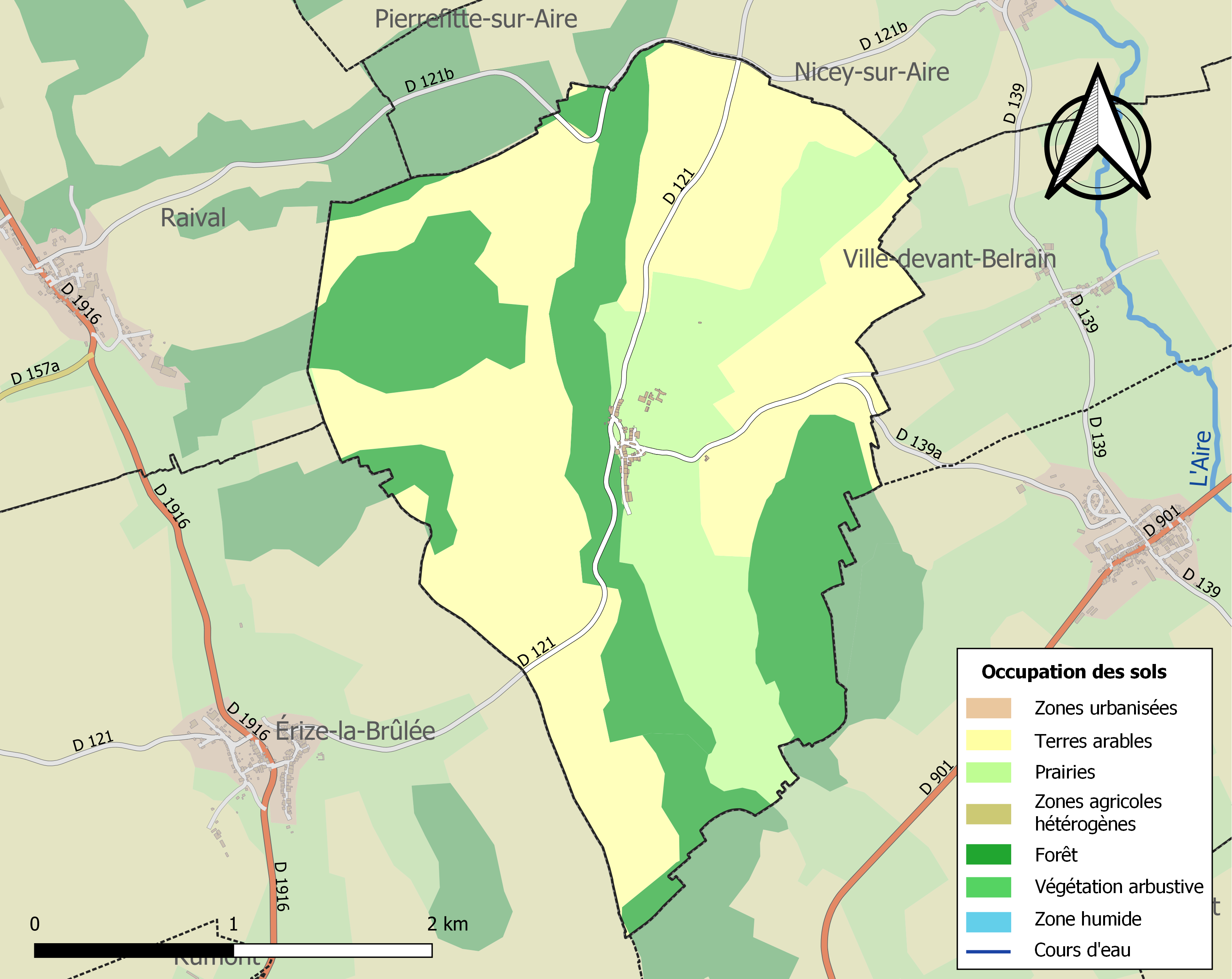
Carte des infrastructures et de l'occupation des sols de la commune en 2018 (CLC).

## Toponymie
Le nom de la localité est attesté sous les formes Rimaco en 992 ; Boreia en 1106 ; Bellusramus en 1152 ; Pulcher-Ramus en 1154 ; Baurein en 1158 ; Bel-Raim en 1158 ; Bellus-Ramus en 1166 ; Belrein en 1179 ; Castellanus de Bello-Ramo en 1200 ; Bel-Raim en 1244 ; Biaurain en 1259 ; Belrain en 1274 ; Belrains en 1579 ; Berlain en 1700 ; Belramus en 1707 ; Beauremensis en 1736 ; Beaurain en 1756.

Il s'agit d’un composé médiéval dont le second élément -rain représente l'ancien français rain « bordure surélevée de champ, qui sert de limite », mot d'origine germanique équivalent de l'allemand Rain et du néerlandais rein,. En tant qu'appellatif toponymique, il est caractéristique de l'est et notamment des Vosges, où il signifie « ligne de hauteurs » (cf. Rain), avec quelques occurrences ailleurs au nord de la France. Bel- s'explique dans ce cas par la forme ancienne du mot beau. 
Remarque : Albert Dauzat avait en son temps considéré que l'élément -rain était issu du latin ramus « branche », au sens de « *bois » (d’où le diminutif ramellus > ramel > rameau) ou bien d'un gaulois hypothétique *rin « hauteur » (Vannerus) ou « source » (Dottin), mais sans tenir du fait que les latinisations médiévales en -ramus étaient peu anciennes, d'ailleurs Beaurain (Nord, de Belraini 1186) et Beaurains (Pas-de-Calais, Bellirino 657 - 661) ont des formes anciennes qui contredisent cette explication. Reconnaissant qu'il y avait un problème, il avait donc proposé ce gaulois *rin, or ce mot n'est pas cité dans le Dictionnaire de la langue gauloise de Xavier Delamarre (2003). En revanche, il mentionne *renos « rivière, fleuve » (« flot, qui coule »), à l'origine de l'ancien français rin « ruisseau » (dérivés régionaux renel, renon « ruisseau »), mais qui ne convient manifestement pas pour Belrain.

## Histoire
Les seigneurs de Belrain furent vassaux des comtes de Champagne, puis des comtes de Bar et des ducs de Bar et Lorraine.
La seigneurie de Belrain fit partie du Barrois mouvant.
De 1972 à 1987, la commune a fait partie de Villotte-sur-Aire.
Elle abrita la dernière rue de France métropolitaine nommée d'après le maréchal Pétain, débaptisée en 2013.

## Politique et administration
| Période   | Période   | Identité                                         | Étiquette | Qualité                        |
| --------- | --------- | ------------------------------------------------ | --------- | ------------------------------ |
| 1945      | 1953      | Gaston Joseph Alcide Charles                     |           |                                |
| 1953      | mars 1975 | Pierre Germain Beck                              |           |                                |
| mars 1975 | 2008      | Alain Chavanne                                   | DVD       | Petit-fils de Maurice Chavanne |
| 2008      | En cours  | Patrick Gondouin, Réélu pour le mandat 2020-2026 |           | Docteur en chimie              |

## Démographie
Au dernier recensement, la commune comptait 38 habitants.
| 1793 | 1800 | 1806 | 1821 | 1831 | 1836 | 1841 | 1846 | 1851 |
| ---- | ---- | ---- | ---- | ---- | ---- | ---- | ---- | ---- |
| 325  | 331  | 342  | 324  | 337  | 321  | 310  | 272  | 240  |

| 1856 | 1861 | 1866 | 1872 | 1876 | 1881 | 1886 | 1891 | 1896 |
| ---- | ---- | ---- | ---- | ---- | ---- | ---- | ---- | ---- |
| 219  | 234  | 218  | 172  | 169  | 159  | 157  | 151  | 139  |

| 1901 | 1906 | 1911 | 1921 | 1926 | 1931 | 1936 | 1946 | 1954 |
| ---- | ---- | ---- | ---- | ---- | ---- | ---- | ---- | ---- |
| 122  | 118  | 117  | 108  | 109  | 86   | 94   | 82   | 78   |

| 1962 | 1968 | 1990 | 1999 | 2006 | 2007 | 2012 | 2017 | 2022 |
| ---- | ---- | ---- | ---- | ---- | ---- | ---- | ---- | ---- |
| 65   | 54   | 36   | 31   | 44   | 46   | 40   | 36   | 38   |

## Culture locale et patrimoine

### Lieux et monuments

#### Édifices civils
- L'ancienne motte castrale, au lieu-dit la Bosse, est un édifice fortifié détruit en 1297 par Gauthier de Crécy sur les ordres de Philippe le Bel. Elle est inscrite au titre des monuments historiques depuis le 3 octobre 1990[23].
- Le château actuel construit autour des années 1655 par Henry de Florainville, maréchal de camp des armées du Roy.
- Zones naturelles d'intérêt écologique floristique et faunistique de type 1 au lieu-dit Frouvémont.

#### Édifices religieux

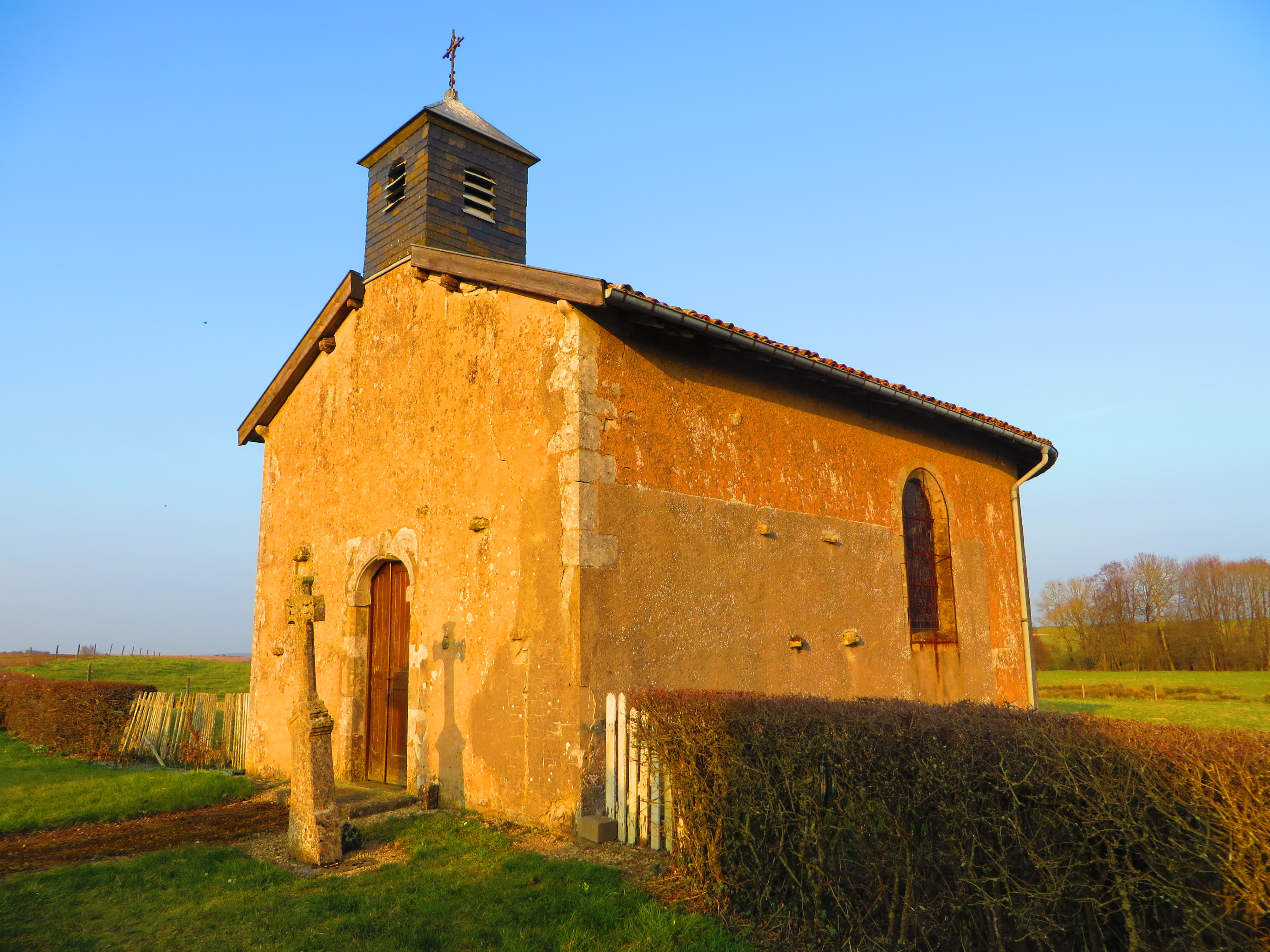
Chapelle Sainte-Geneviève.

- Église fortifiée de la Nativité-de-la-Sainte-Vierge (XVIe-XVIIe siècle).
- Chapelle Sainte-Geneviève, construite en 1863.

### Personnalités liées à la commune
Dom Grégoire Berthelet, bénédictin né à Belrain le 28 janvier 1680 et mort à Saint-Mihiel le 31 mars 1754 ; auteur de nombreux travaux la plupart restés manuscrits.
Le blason de la famille De Belrain :
de gueules à une fasce d'or, timbré d'un casque avec ses lambrequins.

### Héraldique
| Blason | Blasonnement : De gueules à la fasce d'or accompagnée en chef d'un lambel à cinq pendants du même. Chargé en cœur d'un écu écartelé aux 1- 4 d'azur semé de croix recroisetées au pied fiché d'or, à deux bars adossés du même ; au 2 d'azur à une tour ruinée d'or posée sur une terrasse du même et au 3 d'azur à deux crosses d'or en sautoir. |

### Anecdote
Belrain fut l'une des dernières communes françaises à avoir eu une rue au nom du Maréchal-Pétain. Anciennement Grande Rue dite rue Basse, elle fut nommée ainsi dans les années 1930* en l'honneur du vainqueur de Verdun, ville située à une quarantaine de kilomètres, elle fut débaptisée le 14 mars 2013 à l'issue d'un conseil municipal et à l'initiative d'un vieux militant socialiste du département. Le nouveau nom  décidé par le conseil municipal après consultation de la population est rue de la Fontaine (reste de l'ancienne fontaine au numéro 1 de la rue).
- entre 1932 et 1935 (sources cadastre).